# 8 Batalion Strzelców (1939)
8 Batalion Strzelców (8 bs) – oddział piechoty Wojska Polskiego II RP, nieistniejący w czasie pokoju.

## Mobilizacja
8 batalion strzelców został sformowany w dniach 24-25 sierpnia 1939 r. w ramach mobilizacji alarmowej w grupie żółtej w czasie A+48 przez 70 pułk piechoty w Pleszewie, z 17 Dywizji Piechoty. Po zmobilizowaniu batalion został podporządkowany dowódcy 70 pułku piechoty. Batalion po wchłonięciu rezerwistów i pobraniu należnego tabelami mobilizacyjnymi broni, sprzętu i wyposażenia, osiągnął gotowość marszową w dniu 26 sierpnia. 8 batalion strzelców nie otrzymał hełmów. 8 batalion strzelców wszedł w skład Oddziału Wydzielonego płk. Alfreda Konkiewicza. OW płk. Konkiewicza na czas działań osłonowych na terenie Wielkopolski został podporządkowany dowódcy 25 Dywizji Piechoty. Zadaniem OW była obrona linii rzeki Prosny, w tym zamknięcie kierunków z Pleszewa na Stawiszyn oraz z Jarocina na Pyzdry i Zagórów. 8 bs powierzona była obrona linii rzeki Prosny od ujścia do Warty przez Czermin, Kwileń. Punkty oporu wyznaczono na rejon Szymanowice, Czołnochów i Gizałki. 26 sierpnia o godz. 14.00 8 batalion strzelców wzmocniony plutonem artylerii piechoty 70 pp wymaszerował do Szymanowic, na miejscu podjął prace fortyfikacyjne na odcinku „Czołnochów”. 

## 8 bs w kampanii wrześniowej

### Działania bojowe

#### Działania w obronie Wielkopolski
O świcie 1 września 1939 8 batalion strzelców był następująco ugrupowany: W rejonie Szymanowic 1 kompania strzelecka z dwoma plutonami ckm. W rejonie Czołnochowa 2 kompania strzelecka z kompanią ckm (pluton ckm i pluton moździerzy), armatą przeciwpancerną i plutonem artylerii piechoty 70 pp. W Robakowie jeden pluton z 3 kompanii strzeleckiej. W rejonie Gizałek 3 kompania strzelecka bez plutonu. Z uwagi na wycofanie się sąsiedniej 10 Dywizji Piechoty z Armii „Łódź” nastąpiła potrzeba osłony skrzydła wschodniego 25 DP. W tym celu rozkazem dowódcy 25 DP, w nocy 2/3 września OW płk. Alfreda Konkiewicza został częściowo zluzowany przez 56 pułk piechoty. Następnie ześrodkował się w rejonie wsi Morawin, celem osłony kierunku Koźminka. 8 batalion strzelców pozostał na stanowiskach na linii rzeki Prosny do końca 3 września, podlegał bezpośrednio dowódcy 25 DP. Na podstawie rozkazu dowódcy 25 DP wycofał się znad Prosny poprzez Szymanowice, Orlinę, Grodziec, Rychwał do rejonu Tuliszkowa, gdzie 8 bs wraz z plutonem artylerii piechoty 70 pp 4 września do godz. 12.00 zajął obronę. Nocą 4/5 września 25 DP wyszła z „Przedmościa Koło” i przegrupowała się w rejon Turek, Uniejów, Dobra celem wykonania natarcia na skrzydło jednostek niemieckich spychających 10 DP Armii „Łódź” z linii rzeki Warty. Wraz z nią poprzez Grzymiszew, Małoszynę przemaszerował 8 batalion strzelców do rejonu Izabelina. Pozostał w odwodzie 25 DP w rejonie Izabelina, gdzie pod koniec 5 września rozkazem dowódcy Grupy Operacyjnej „Koło” gen. bryg. Edmunda Knoll-Kownackiego wszedł w skład 17 DP. 17 DP wraz z nią bezpośrednio podporządkowany jej dowódcy, 8 bs pozostał na „Przedmościu Koło”. Celem zamknięcia luku po odchodzącej z przedmościa na południe 25 DP, w ślad za 70 pp przegrupowano również 8 batalion strzelców do lasów Smolina, Tarnowa z zadaniem zamknięcia szosy Koło-Turek. Ze względu na przegrupowanie się głównych sił Armii „Poznań” do planowanego zwrotu zaczepnego, 17 DP podjęła marsz w kierunku Dąbia i rzeki Bzury.   

#### Udział batalionu w bitwie nad Bzurą
Wraz z 17 DP w nocy 6/7 września 8 batalion strzelców podjął marsz i osiągnął rano 7 września Grzegorzew. Kolejnej nocy 7/8 września wraz z 17 DP batalion maszerował w głównej kolumnie dywizji w stronę Krośniewic. Rano 8 bs osiągnął wieś Mazew na południowy zachód od Krośniewic, gdzie stanął na postój ubezpieczony. W ramach przegrupowania do mającej nastąpić bitwy, 8 batalion strzelców w nocy 8/9 września maszerował w składzie sił głównych dywizji i zajął na postój ubezpieczony rano 9 września teren w rejonie wsi Oraczew i Romartów. Po południu 9 września 8 bs zajął stanowiska wyjściowe do natarcia w miejscowości Rybitwy w zgrupowaniu dowódcy 68 pułku piechoty. Batalion otrzymał wsparcie artyleryjskie w postaci 5 baterii 17 pułku artylerii lekkiej. O godz.17.00 8 bs przeprawił się przez Bzurę, ze stanowisk wyjściowych do Witaszewic. O godz. 18.00 zajął tam podstawę wyjściową do natarcia na Marynki i Michałowice. 8 bs w godzinach nocnych w walce zajął wieś Michałowice i wschodnią część wsi Marynki. Wobec wycofania się niemieckiego II/46 pułku piechoty z zachodniej części Marynek, rozkazem płk. dypl. Adolfa Tytusa Nykulaka zajął Marynki i opanował zachodnią część spalonej wsi Podgórzyce. 10 września 8 bs wsparty przez baterię 4/17 pal wyparł pododdział niemieckiego 46 pp z Podgórzyc, a następnie przeszedł do pościgu. Na południowym skraju Ambrożewa został zatrzymany silnym ostrzałem broni maszynowej z dworu Tymienica, wysunięty do przodu batalion przeszedł do przejściowej obrony oczekując na 68 pp, w którego ugrupowaniu prowadził natarcie. 10 września rano po podejściu 68 pp na wysokość pozycji 8 bs, razem z 68 pułkiem 8 bs przeszedł do pościgu. 8 batalion strzelców wraz z plutonem zwiadowców konnych z 68 pp przeszedł z Ambrożewa przez folwark Boczki na Czerchów. O godz. 17.30  pościg batalionu został zatrzymany od czoła ogniem niemieckiej piechoty z Czerchowa oraz bocznym ostrzałem z Ostrowa. W tym samym czasie 6 niemieckich czołgów z I batalionu 23 pułku czołgów zaatakowały 8 bs ze strony Opalanki. W trakcie walki doszło do rozdzielenia się batalionu. 1 i 2 kompanie strzeleckie odskoczyły do przodu za drogę na wschód do Czerchowa, gdzie zajęły obronę. Reszta batalionu cofnęła się w kierunku Skotnik i kolonii Małachowice. Rozkazem dowódcy dywizji płk. dypl. Mieczysława Mozdyniewicza dowódca batalionu mjr Leonard Krukowski otrzymał rozkaz skupienia swoich sił i zajęcie obrony całym batalionem w rejonie Dybówki. W trakcie godzin wieczornych i nocnych 10 września batalion został ostrzelany przez niemiecką artylerię w Dybówce, z której wycofał się chwilowo. O świcie 11 września ponownie obsadził Dybówkę i wzg. 132,2, gdzie zajął obronę, wsparcie batalionowi zapewniła bateria 4/17 pal. Od godz. 8.30 artyleria niemiecka wykonała przygotowanie artyleryjskie natarcia, ogień ten podpalił Dybówkę i okoliczne kolonie i wsie. Pod Dybówkę i inne miejscowości obsadzone przez oddziały 68 pp i 17 pal podeszła niemiecka piechota, która podjęła walkę ogniową z obroną, w tym z 8 bs. Z nie ustalonych przyczyn, bez rozkazu do natarcia z Dybówki wyruszyła 1 kompania strzelecka 8 bs w kierunku wschodniej części Czerchowa. O godz. 10.00 1 kompania dotarła do szosy, gdzie została zatrzymana ogniem niemieckiej piechoty. O godz. 10.30 1 kompania otrzymała od dowódcy batalionu rozkaz odwrotu, w jego trakcie poległ kpt. Zygmunt Antczak i ppor. rez. Edmund Bogusławski. Wobec wyczerpania możliwości ofensywnych, w miejsce 68 pp i 8 bs został wprowadzony przez dowódcę piechoty dywizyjnej 69 pułk piechoty. 8 bs miał być zluzowany o godz.11.00 jednak po zmianie godziny luzowania przez dowódcę piechoty dywizyjnej na godz. 14.00 przeszedł do odwodu i miał się skoncentrować w lesie na północ od Skotnik. W kolonii Małachowice osłaniała luzowanie i zejście z pozycji batalionu 2 kompania strzelecka, po jej zluzowaniu przez przechodzący do natarcia batalion I/69 pp, nie zważając na rozkazy dowódca piechoty dywizyjnej płk dypl. Władysław Smolarski, niezgodnie z wcześniejszymi rozkazami dowódcy 8 batalionu strzelców i dowódcy 68 pp zaczął zmieniać rozkazy drużynom, plutonom i kompaniom 8 batalionu co doprowadziło do chaosu i naraziło na wysokie straty osobowe batalion. Wysyłane na otwartą przestrzeń pod ostrzał niemiecki, bez uzasadnienia teraz już odwodowy batalion, poniosły wysokie straty osobowe w zabitych i rannych. 2 kompania strzelecka niezebrana w pełni ze stanowisk, zamiast przejść do odwodu została wysłana w ślad za I/69 pp gdzie na otwartej przestrzeni ranny został por. Jan Bonin, a 8 żołnierzy poległo od ostrzału niemieckiej broni maszynowej. Około godz. 18.00 8 batalion strzelców został skierowany na wypoczynek do miejscowości Śladków Podleśny, tam został wzmocniony 3 kompanią ckm i kompanią strzelecką z 5 batalionu karabinów maszynowych i broni towarzyszących. 12 września o godz. 11.00 przemieścił się do Śladkowa Rozlazłego i wszedł w podporządkowanie dowódcy 70 pp. Obie kompanie 5 bkm i br. tow. wyszły z podporządkowania 8 bs.
Z uwagi na wstrzymanie natarcia Grupy Operacyjnej gen. bryg. Edmunda Knolla-Kownackiego w kierunku łódzkim, nocą 12/13 września 1939 nastąpiło przegrupowanie głównego zgrupowania uderzeniowego Armii „Poznań” na północny brzeg Bzury. 17 DP marsz odwrotowy wykonała w dwóch kolumnach, zachodniej i wschodniej. W składzie kolumny wschodniej poprzez Wypychów, Borowiec, Czerników, Janowice, Goślub do dworu Siemienice maszerował 8 batalion strzelców. 13 września w godz. 6.00-7.00 8 batalion strzelców w składzie 68 pp wzmocnionego II/17 pal oraz 5 bkm br. tow. zajął obronę przejściową wzdłuż południowego i północnego brzegu Bzury od dworu Ktery, do dworu Siemienice. 8 bs bronił przeprawy w Siemienicach. Nocą 13/14 września wraz z 68 pp przegrupował się 8 bs w rejon Szewce Nadolne. Następnie wszedł w skład zgrupowania dowódcy PD jako odwód w rejonie miejscowości Łęki Kościelne. 14 września wieczorem 8 bs podporządkowano dowódcy 70 pp broniącego linii Bzury na odcinku Młogoszyn-Orłów, batalion dalej przebywał w rejonie Łęki Kościelne jako odwód. Oddziały te zostały wyłączone ze składu 17 DP i podlegały bezpośrednio dowódcy GO gen. Knoll-Kownackiemu. W nocy 14/15 września dowodzący obroną Bzury płk dypl. Władysław Smolarski odesłał w ślad za 17 DP w kierunku Sochaczewa, tak zwany „batalion kombinowany”. Wymieniony „batalion kombinowany”, to 8 bs bez 2 kompanii strzeleckiej, wzmocniony 1 kompanią ckm 5 batalionu km. 2 kompania 8 bs weszła w skład 5 bkm i br. tow. (bez dwóch kompanii ckm) miejscowości Siemienic. 15 września zmniejszono obsadę sił broniących linii Bzury ograniczając do Oddziału Wydzielonego płk Alfreda Konkiewicza, podlegającemu dowódcy Grupy Operacyjnej Kawalerii gen. bryg. Stanisławowi Grzmotowi-Skotnickiemu. Wieczorem 15 września 2/8 bs została wycofana z Siemienic do obrony rzeki Ochni w składzie 5 bkm i br. tow.. Po południu 15 września 8 bs (bez 2 kompanii) dotarł do Lipnic. 16 września 17 DP zgodnie z rozkazem dowódcy GO gen. Knoll-Kownackiego przygotowywała się do natarcia w kierunku Sochaczewa. 8 bs stanowił odwód dowódcy dywizji w Lipnicach. Z uwagi na bój 14 Dywizji Piechoty z niemieckimi czołgami, 17 DP zajęła obronę przeciwpancerną. Niemieckie czołgi uderzyły na broniący się w Szwarocinie 55 pułk piechoty wraz dywizjonem I/14 pułku artylerii lekkiej, niemiecki oddział pancerny został odparty ze stratami. Po nieudanym natarciu niemieckim na Szwarocin, nieprzyjacielski oddział pancerny pojechał w stronę Lipnic, gdzie zaskoczył podczas pobierania obiadu 8 bs. Po ostrzale miejscowości przez artylerię czołgi niemieckie wjechały do Lipnic, po krótkiej walce, jednak pod osłoną obu armat plutonu przeciwpancernego wycofał się 8 batalion ze stratami do Ludwikowa. Wieczorem 8 bs zbierał się jeszcze w Sewerynowie. Batalion poniósł duże straty w poległych i rannych, wielu żołnierzy rozproszyło się lub dołączyło do innych oddziałów. Z tego względu nie wziął udziału w przygotowaniach dywizji do natarcia na Sochaczew. Zgodnie z rozkazem dowódcy GO gen. Knoll-Kownackiego nocą 16/17 września oraz 17 września 17 DP podjęła marsz w dwóch kolumnach w kierunku Bzury i dalej w kierunku południowego kompleksu Puszczy Kampinoskiej. 8 batalion strzelców wykonał marsz w składzie zgrupowania północnego dywizji poprzez, Ruszki, Młodzieszyn, Juliopol, by następnie przeprawić się przez Bzurę. Maszerujące zgrupowanie w godzinach porannych i południowych zostało zaatakowane przez silne grupy niemieckiego lotnictwa, znalazły się pod silnym ostrzałem niemieckiej artylerii z południowego brzegu Bzury. Dalszy marsz został zatrzymany przez oddziały niemieckiej 1 Dywizji Pancernej i 19 Dywizji Piechoty w rejonie Juliopola i Młodzieszyna. W trakcie walk mjr Leonard Krukowski zdołał wyprowadzić większość batalionu z okrążenia i przeprawił się przez Bzurę osiągając 18 września Puszczę Kampinoską. 16 września kompania 2/8 bs w składzie 5 batalionu km i br. tow. broniła linii rzeki Ochni. Następnie w składzie GO Kaw. gen. Grzmota-Skotnickiego wycofała się poprzez Lubików, Osmolin, Byki, Wszeliwy, Kaptury, Brzozów Stary. 17 września kompania w rejonie Brzozowa osłaniała odwrót 70 pp (bez I batalionu). 18 września 5 batalion prowadził marsz ku Bzurze, gdzie był silnie atakowany przez niemieckie lotnictwo. 2/8 bs uległa rozproszeniu i większość jej 19 września około godz. 11.00 w rejonie Młodzieszyna dostała się do niemieckiej niewoli. Niewielka grupka żołnierzy wraz z mjr Alfonsem Kuboszem dowódcą 5 batalionu km przedarła się do Puszczy Kampinoskiej, być może nieliczni zdołali przedrzeć się do Warszawy.       

#### Walki w Puszczy Kampinoskiej
19 września rejonie Cybulic Starych zbierały się resztki 17 DP, w miejsce koncentracji dotarł 8 batalion strzelców. Z 1 kompanii ckm 70 pp i 8 batalionu strzelców zorganizowano batalion zbiorczy 70 pp pod dowództwem mjr Krukowskiego. Dowódcą zebranych tam pozostałości 17 DP był ppłk Wacław Albrecht. W nocy 19/20 września zgrupowanie 17 DP pomaszerowało do gajówki Młyńsko w pobliżu Palmir, a rano zajęło rejon Palmir, gdzie zgodnie z rozkazem gen. dyw. Tadeusza Kutrzeby zostało podporządkowane płk Julianowi Skokowskiemu dowódcy obrony składów w Palmirach. Po silnym ostrzale niemieckiej artylerii i odparciu niemieckich prób natarcia w godzinach popołudniowych 21 września, podjęto decyzję przebicia się do Warszawy. Nocą 21/22 września batalion zbiorczy 70 pp (większość 8 bs) pomaszerował wzdłuż linii kolejowej Palmiry-Warszawa w głównej kolumnie zgrupowania 17 DP. W trakcie czego zgrupowanie włączyło się do prowadzonego natarcia Grupy gen. bryg. Mikołaja Bołtucia. na Łomianki. 22 września 1939  w trakcie boju o Łomianki Górne natarcie zgrupowania 17 DP zostało zatrzymane, po ciężkiej walce rozbite, a większość żołnierzy dostała się do niewoli lub poległa. W tym miejscu walki ostatecznie zakończył 8 batalion strzelców.    

### Obsada dowódcza 8 bs 1 IX 1939
dowództwo batalionu
- dowódca batalionu - mjr Leonard Krukowski
- I adiutant batalionu - ppor. Władysław Solak
- II adiutant batalionu - ppor. rez. Wiktor Frankowski
- oficer łączności - por. Czesław Stawski
- dowódca plutonu zwiadu - ppor. Paweł Jerzy Łączkowski
- dowódca plutonu przeciwpancernego - ppor. Jerzy Jan Bobrowicz
- dowódca plutonu pionierów - plut. Marcin Najder
- lekarz batalionu - ppor. lek. Stefan Zbigniew Reichert
- oficer żywnościowy - ppor. rez. Antoni Kowalak
- dowódca 1 kompanii strzeleckiej - kpt. Zygmunt Antczak (do +11 IX 1939)
  - dowódca I plutonu - ppor. rez. Edmund Bogusławski (do +11 IX 1939)
  - dowódca II plutonu - ppor. rez. Sykstus Wiewiórkowski
  - dowódca III plutonu - NN
- dowódca 2 kompanii strzeleckiej - por. Jan Julian Bonin (do 11 IX 1939), ppor. rez. Hieronim Figaszewski (od 11 IX 1939)
  - dowódca I plutonu - ppor. rez. Hieronim Figaszewski
  - dowódca II plutonu - NN
  - dowódca III plutonu - NN
- dowódca 3 kompanii strzeleckiej - por. Mieczysław Sidziński
  - dowódca I plutonu - ppor. rez. Jan Szajna
  - dowódca II plutonu - ppor. Rost[25]
  - dowódca III plutonu - plut. pchor. Dionizy Blüge[25]
- dowódca kompanii ckm - por. Julian Schilf
  - dowódca I plutonu - ppor. rez. Florian Józef Władysław Karpiński †16 IX 1939 Lipnice[26]
  - dowódca II plutonu - ppor. rez. Feliks Pietrzak
  - dowódca III plutonu - NN
  - dowódca IV plutonu (na taczankach) - ppor. rez. Jan Marian Bertrand
  - dowódca plutonu moździerzy - ppor. rez. Zygmunt Sierszeński